# Frau von Zweeloo

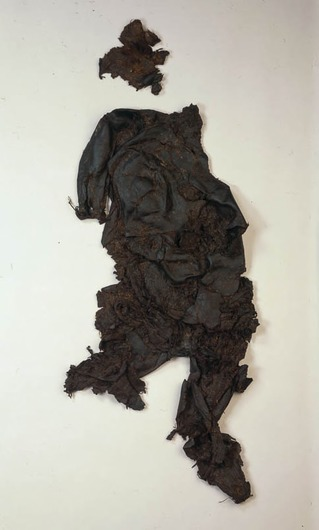
Die Überreste der Frau von Zweeloo

Schema der erhaltenen Körperteile der Frau von Zweeloo:
hautfarben = Weichteilgewebe
weiß = erhaltene Knochen
rot = Schnittmarken durch Torfspaten oder mögliche Waffe

Die Frau von Zweeloo ist eine eisenzeitliche Moorleiche, die 1951 von Torfstechern im Juffersveen bei Zweeloo (Niederlande) gefunden wurde. Sie befindet sich heute im Drents Museum in Assen.

## Fund
Bereits aus dem Jahr 1841 wird von dem Fund einer männlichen Moorleiche aus einem Moor bei Zweeloo berichtet. Diese war nach Angaben des Finders nur mit einer knielangen, am Bund zusammengebunden Hose bekleidet, daneben soll bei der Leiche noch ein bronzenes Beil gelegen haben. Die nächste Fundmeldung stammt aus dem Jahr 1843 und berichtet von einem etwa 20 Jahre zurückliegenden Fund einer weiblichen Moorleiche. Beide Funde sind heute nicht mehr erhalten. Die als Frau von Zweeloo bezeichnete Moorleiche wurde am 5. Dezember 1951 von Torfstechern im Juffersveen bei Gelpenberg bei Zweeloo gefunden. Die Arbeiter verständigten den Bürgermeister, der wiederum Fachleute zur Hilfe holte, die den Fund dokumentierten und bargen. Es wurden Pollenproben aus der Fundschicht gesammelt und die Leiche in einem Zinksarg nach Groningen transportiert. Erst 1984 gelangte der Fund in das Drents Museum.
Fundort: 52° 48′ 8″ N, 6° 41′ 44,3″ O

## Beschreibung
Bei der Bergung der Leiche – noch vor dem Eintreffen der Archäologen – wurde die Haut ihrer Vorderseite stark beschädigt, während die Rückseite gut erhalten ist. Es wird daher vermutet, dass die Frau auf dem Rücken gelegen hat. Die Frau lag in einer Tiefe von etwa 45 Zentimetern unter der Oberfläche. Da die durchgeführte Pollenanalyse eine Unterbrechung der natürlichen Schichtfolge an der Fundstelle ergab, kann gefolgert werden, dass der Leichnam in einer Grube gelegen hat. Gefunden wurden die Haut, das Skelett und die Eingeweide (insbesondere Magen, Darm, Nieren und Leber), aber keinerlei Kleidung. Die sterblichen Überreste der Frau wurden in einem Glyzerinbad konserviert.

## Befunde

### Das Skelett
Das Skelett der Frau von Zweeloo ist annähernd vollständig erhalten. Der Kopf ist allerdings bereits im Moor geschrumpft und zerfallen. Anhand des Skeletts wurde geschlossen, dass es sich um die sterblichen Reste einer erwachsenen Frau von etwa 35 Jahren und von etwa 155 cm Körpergröße handelt. Das Skelett weist einige Besonderheiten auf. Mehrere Knochen der linken Körperhälfte sind deutlich kleiner als die der rechten. Das betrifft insbesondere den Oberarmknochen, das Schienbein, das Wadenbein, das Fersenbein und den Beckenknochen. Bei dieser Asymmetrie soll es sich um Veränderungen handeln, die erst nach dem Tod eingetreten sind. Eine andere Anomalie ist allerdings pathologischer Natur: Beide Unterarmknochen sind stark verkürzt, nur etwa 13 cm lang. Auch die Unterschenkel sind ungewöhnlich kurz. Es soll sich dabei um eine atypische Form von Dyschondrosteose handeln. Bei neueren Untersuchungen der sterblichen Überreste in den Jahren 2009–2011 konnte diese Diagnose erhärtet, jedoch noch nicht zweifelsfrei bestätigt werden. Die Fußknochen sind durch den abweichenden Gang der Frau deformiert.

### Die letzte Mahlzeit
Im Magen und im Dickdarm der Frau von Zweeloo konnten noch Speisereste identifiziert werden, die in Groningen (W. van Zeist) und London (T. Holden) untersucht wurden. Es wurden verschiedene Getreidekörner gefunden, vor allem Rispenhirse, Weizen oder Roggen, Gerste und Hafer, darüber hinaus Reste von Knöterich, Vogelknöterich, Kohl und Flachs sowie Brombeerkerne. Außerdem konnten Stücke von Torfmoos, Tierhaare, die Flügeldecke eines Mehlkäfers und verkohltes Pflanzenmaterial nachgewiesen werden. Die letzte Mahlzeit bestand demnach wahrscheinlich aus einem Brei, dessen Hauptbestandteil Hirse war, angereichert mit frischen Brombeeren. Die Speise war wohl angebrannt. Die Torfmoosblätter deuten darauf hin, dass die Frau dazu Wasser getrunken hat. Der Brombeerfund legt die Vermutung nahe, dass sie zwischen August und Oktober zu Tode kam.

### Parasitologische Untersuchung
Bei Moorleichen hat man häufig den Befall mit Darmparasiten nachweisen können. Beispiele sind der Tollundmann oder das Mädchen von Dröbnitz. Auch im Fall der Frau von Zweeloo konnten in den Eingeweiden die Eier von Spulwurm und Peitschenwurm nachgewiesen werden. Wahrscheinlich war sie aber nur leicht infiziert.

### Datierung
In den 1950er Jahren wurde die Moorleiche mittels einer Pollenanalyse in die Zeit um 500 v. Chr. datiert.
Dagegen ergab die 14C-Datierung zweier Proben ein Sterbedatum zwischen 60 v. Chr. und 80 n. Chr. beziehungsweise zwischen 75 und 155 n. Chr., also jeweils in der römischen Eisenzeit.
Die Frau von Zweeloo ist nicht zu verwechseln mit der sogenannten Prinzessin von Zweeloo aus dem 5. Jahrhundert, deren Überreste 1952 in einem nahegelegenen Gräberfeld gefunden wurden.